# 桑德拉·詹金斯
桑德拉·詹金斯（英語：Sandra Jenkins，1961年7月20日—），旧姓里佩尔（Rippel），生于阿尔伯塔省，加拿大女子冰壶运动员。她曾代表加拿大参加2006年冬季奥林匹克运动会冰壶比赛，获得一枚铜牌。